# Cliff De Young
Cliff De Young est un acteur et chanteur américain,  né le 12 février 1945 à Los Angeles.

## Filmographie sélective
- 1972 : Pilgrimage : Garry
- 1973 : Sticks and Bones
- 1974 : Harry et Tonto : Burt Coombes Jr.
- 1975 : La Nuit qui terrifia l'Amérique (TV) : Stefan Grubowski
- 1978 : Blue Collar : John Burrows
- 1981 : Shock Treatment : Brad Majors / Farley Flavors
- 1983 : Independence Day de Robert Mandel : Les Morgan
- 1983 : Les Prédateurs : Tom Haver
- 1984 : Reckless de James Foley : Phil Barton
- 1984 : Protocol de Herbert Ross : Hilley
- 1985 : Secret Admirer : George Ryan
- 1986 : F/X, effets de choc (F/X) : Lipton
- 1986 : Le Vol du Navigateur (Flight of the Navigator) : Bill Freeman
- 1987 : Opération survie : Dr. Vincent Ryan
- 1988 : Danger haute tension : Bill Rockland
- 1988 : In Dangerous Company : Blake
- 1988 : Fear : Don Haden
- 1989 : Forbidden Sun : Professor Lake
- 1989 : Rude Awakening : Brubaker
- 1990 : Flashback : Sheriff Hightower
- 1991 : Immortal Sins : Mike
- 1991 : To Die Standing : Shaun Broderick
- 1992 : Dr. Rictus : Tom Campbell
- 1992 : Enquête dangereuse
- 1993 : The Skateboard Kid : Big Dan
- 1993 : Les Tommyknockers (mini-série) : Joe Paulson
- 1993 : X-Files (épisode Nous ne sommes pas seuls) : Dr Jay Nemman
- 1994 : Robocop : Dr. Cray Z. Mollardo
- 1994 : Terminal Voyage (en) : Granier
- 1994 : Revenge of the Red Baron : Richard Spencer
- 1995 : Carnosaur 2 : Maj. Tom McQuade
- 1996 : The Substitute de Robert Mandel : Matt Wolfson
- 1996 : Dangereuse Alliance : M.. Bailey
- 1997 : Suicide Kings : Marty
- 2002 : La Vie secrète de Zoé (The Secret Life of Zoey) (TV) : Larry Carter
- 2004 : Last Flight Out : Tony Williams
- 2006 : The Hunt : Jon Kraw
- 2008 : Stone & Ed : M.. Schwartz
- 2008 : 2012: Doomsday (vidéo) : Lloyd
- 2008 : Solar Flare : Dr. Kline